# José Rogério Soares dos Santos
Rogério Santos (Barueri),  é um político brasileiro, filiado ao MDB. Nas eleições de 2022, foi eleito deputado estadual por SP.